# Fietsen door het Water

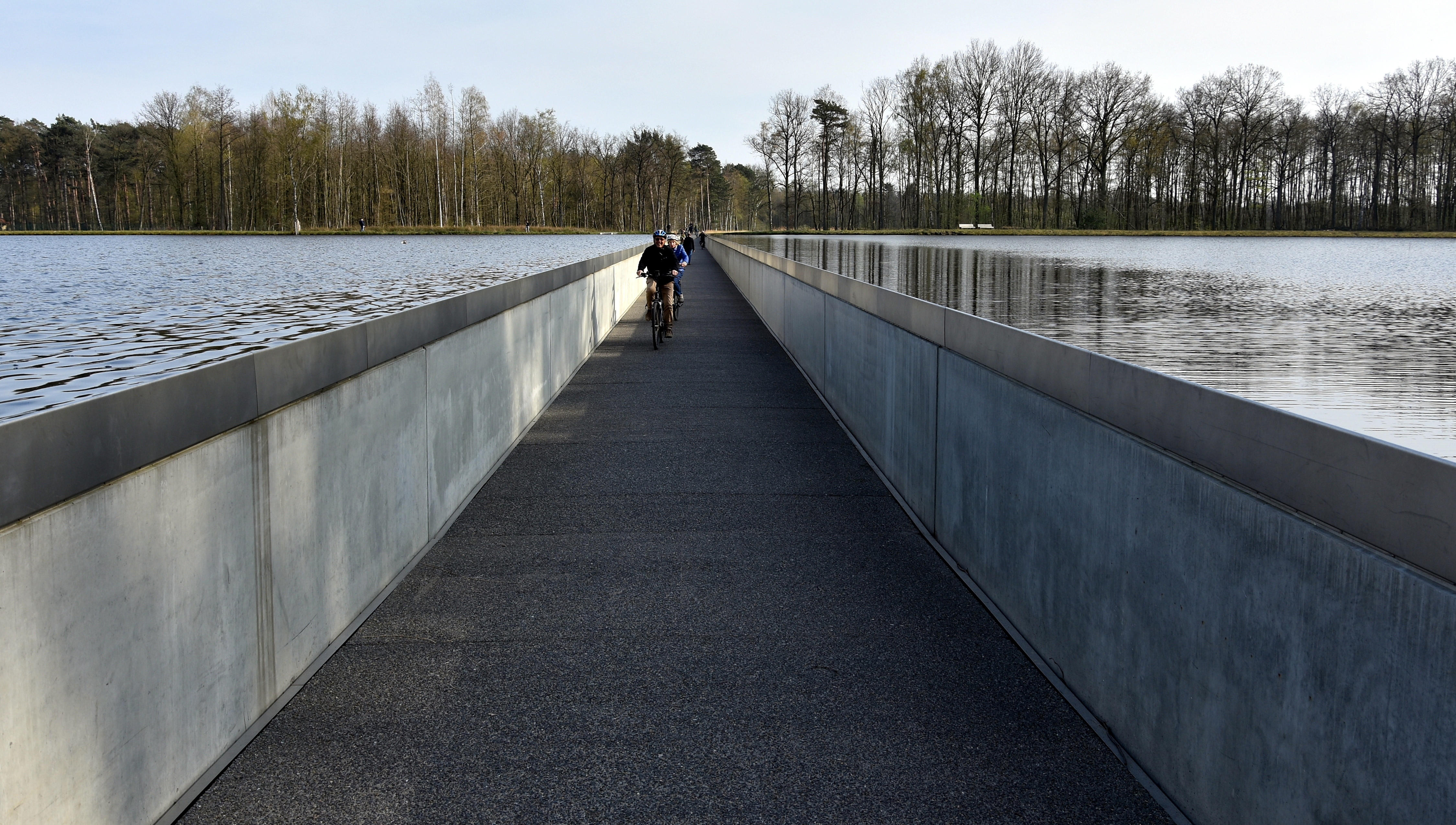
Fietsen door het Water

Fietsen door het Water is een fietspad in Bokrijk, een domein in de Belgische provincie Limburg. Fietsen door het Water, dicht bij het knooppunt 91 van het fietsroutenetwerk, ligt in het uitgestrekte vijverlandschap van De Wijers.
In Belgisch Limburg zijn verder nog te vinden:
- Fietsen door de Heide in Maasmechelen, aangelegd in 2020-2021
- Fietsen door de Bomen in Eksel, aangelegd in 2019 - Kiefhoekstraat
- Fietsen tussen de Mijnterrils in Lanklaar, aangelegd in 2024